# Laura Oettel
Laura Oettel (* 1993 als Laura Elßel in Berlin) ist eine deutsche Synchronsprecherin und Musikerin.

## Leben
2001 nahm sie im Duett beim Kiddy Contest mit dem Song "Nie mehr Schokolade" (einer Coverversion von Let’s Get Back to Bed – Boy!) teil.
2002 und 2007 war spielte sie für das Musical „Vom Geist der Weihnacht“  Anne Cratchit auf der Bühne des Theater des Westens und des Schillertheaters.
An der Hochschule der populären Künste studierte sie Musikproduktion mit dem Hauptfach Gesang und arbeitete dabei auch am Mischpult und im Team mit anderen Musikern und Komponisten.
Bekanntheit erlangte sie insbesondere durch die Synchronisation der Schauspielerin Evanna Lynch, die die Rolle der Luna Lovegood in den Harry-Potter-Filmen spielt. Des Weiteren synchronisierte Oettel in einigen Fernsehserien, darunter Blue Bloods – Crime Scene New York, Lilo & Stitch oder Medium – Nichts bleibt verborgen.
Laura Oettel war von 2011 bis 2018 Sopranistin im Berliner A-cappella-Ensemble VocaYou.

## Synchronrollen (Auswahl)
Laura Marano
- 2011–2016: Austin & Ally als Ally Dawson (87 Folgen)
- 2012: Jessie trifft Austin & Ally als Ally Dawson
- 2015: Bad Hair Day als Monica Reeves
- 2015: Alvin und die Chipmunks 4: Road Chip als Hotel Babysitter
- 2019: Cinderella Story – Ein Weihnachtswunsch als Kat Decker
- 2020: Nickelodeon’s Unfiltered als Laura Marano
- 2020: Immer Ärger mit Grandpa als Mia Decker
- 2022: The Royal Treatment als Isabella
- 2023: Choose Love als Cami Conway

Evanna Lynch
- 2007: Harry Potter und der Orden des Phönix als Luna Lovegood
- 2009: Harry Potter und der Halbblutprinz als Luna Lovegood
- 2010: Harry Potter und die Heiligtümer des Todes – Teil 1 als Luna Lovegood
- 2011: Harry Potter und die Heiligtümer des Todes – Teil 2 als Luna Lovegood

Liliana Mumy
- 2003: Stitch und Co. – Der Film als Mertle Edmonds
- 2005: Lilo & Stitch 2 – Stitch völlig abgedreht als Mertle Edmonds
- 2006: Leroy & Stitch als Mertle Edmonds

### Filme
- 2002: Miranda Paige Walls in Lilo & Stitch als Mertle Edmonds
- 2004: Sarah–Anne Hepher in Miracle – Das Wunder von Lake Placid als Kelly Brooks
- 2005: Dakota Fanning in Krieg der Welten als Rachel Ferrier
- 2005: Jenna Boyd in Eine für 4 als Bailey Graffman
- 2005: Jessica King in Herkules und die Sandlot Kids 2 als Penny
- 2006: Conchita Campbell in Scary Movie 4 als Rachel
- 2007: Alexandra Thomas–Davies in Die letzte Legion als Ygraine
- 2018: Mackenzie Foy in Der Nussknacker und die vier Reiche als Clara Stahlbaum
- 2019: Emily Alyn Lind in Doctor Sleeps Erwachen als Snakebite Andi
- 2021: Jacqi Vene in Fear Street Teil 2: 1978 als Joan
- 2023: Megan Suri in Missing als Veena
- 2023: Janae Collins in Killers of the Flower Moon als Reta Smith
- 2023: Mara Huf in Tetris als Tracy
- 2024: Grace Lu in Alles steht Kopf 2 als Grace
- 2024: Ali Gallo in Incoming als Alyssa Nielsen

### Serien
- 2005: Jennette McCurdy in Medium – Nichts bleibt verborgen als Sara Crewson (Folge 1x09)
- 2007: Makenzie Vega in Ghost Whisperer – Stimmen aus dem Jenseits als Becca Cahill (Folge 3x09)
- 2010–2020: Sami Gayle in Blue Bloods – Crime Scene New York als Nicky Reagan–Boyle
- 2014–2015: Ayane Sakura in Shigatsu wa Kimi no Uso – Sekunden in Moll als Tsubaki Sawabe
- 2019: Hi Score Girl als Koharu
- 2020–2022: Stargirl
- 2020–2021: Big Sky
- 2020–2022: Emilia Jones in Locke & Key als Kinsey Locke
- 2020: Sophie Grace in Der Babysitter-Club als Kristy Thomas
- 2020–2025: Annalisa Cochrane in Cobra Kai als Yasmine
- 2021: Lili Reinhart in Riverdale als Betty Cooper
- 2021: Kana Ichinose in Dr. Stone als Yuzuriha
- seit 2022: Celina Rose Gooding in Star Trek: Strange New Worlds als Nyota Uhura
- 2023: Juliette Goglia in Navy CIS als Evelyn Shaw (Folge 20x09, 20x21, 20x22)
- seit 2023: Mavournee Hazel in NCIS: Sydney als Bluebird 'Blue' Gleeson
- 2024: Grace Lu in Traum Studios als Grace
- 2025: Erica Luttrell in Der freundliche Spider-Man aus der Nachbarschaft in Episode 2 als Asha